# Гусев, Владимир Михайлович
Когда на экраны вышел с огромным успехом фильм «Человек родился», с красавцем Володей Гусевым в главной роли, наше общежитие, где жил новый кумир, превратилось, в буквальном смысле слова, в осаждённую крепость.
Влади́мир Миха́йлович Гу́сев (23 февраля 1933, Кохма, Ивановская Промышленная область — 7 февраля 2012, Москва) — советский и российский актёр кино, заслуженный артист РСФСР (1989).

## Биография
Владимир Михайлович Гусев родился 23 февраля 1933 года в городе Кохма Ивановской области РСФСР. Детские годы провёл в городе Собинка Владимирской области.

Начал сниматься в 1954 году, будучи студентом Всесоюзного государственного института кинематографии (мастерская Ю. Райзмана), который окончил в 1957 году.
В 1956 году получил признание после главной роли студента Глеба в фильме «Человек родился».
В 1959—1988 годах — актёр Театра-студии киноактёра. Дублировал отечественные и иностранные фильмы.
В 1967 году Владимир Гусев начал сниматься в главной роли Прохора Громова фильма «Угрюм-река», но из-за полученного им перелома ноги и вынужденного простоя режиссёр Я. Лапшин отдал роль Георгию Епифанцеву.
Скончался в Москве, 7 февраля 2012 года, на 79-м году жизни после продолжительной болезни.
Похоронен на Троекуровском кладбище.

## Семья
- Жена — Валентина Ивановна, окончила экономический факультет ВГИКа[4].
  - Сын — Сергей, кинооператор.
    - Два внука: Сергей и Иван.

## Признание и награды
- Заслуженный артист РСФСР (1989).

## Творчество

### Художественные фильмы
1. 1954 — Испытание верности — гость у Лутониных
2. 1955 — Следы на снегу— Григорий Петренко, лейтенант госбезопасности
3. 1955 — Солдат Иван Бровкин — Николай Бухвалов, механик колхоза
4. 1956 — Человек родился — Глеб — главная роль
5. 1956 — Карнавальная ночь — гость в красном пиджаке
6. 1957 — На острове Дальнем… — Костя
7. 1957 — Четверо — Алексей Александрович Князев, лаборант
8. 1958 — Над Тиссой — настоящий Иван Фёдорович Белограй
9. 1958 — Девушка с гитарой — Сергей Корзиков, молодой композитор — главная роль
10. 1959 — Исправленному верить — Андрей Коваленко, рабочий дока — главная роль
11. 1959 — Катя-Катюша — Гриша, бригадир — главная роль
12. 1960 — Жить хорошо
13. 1960 — Нормандия — Неман — лейтенант Зыков
14. 1960 — Конец старой Берёзовки — Павел Сахаров
15. 1960 — Наследники — Матвей Дорошенко, бригадир — главная роль
16. 1961 — Нахалёнок — комбат
17. 1961 — Воскресение — Владимир Иванович Симонсон
18. 1961 — Две жизни — сапожник
19. 1962 — Гусарская баллада — раненый капитан
20. 1962 — Мишка, Серёга и я — Григорий Александрович Званцев, знаменитый боксёр
21. 1963 — Стёжки-дорожки — Семён
22. 1963 — Венский лес
23. 1964 — Павлуха — Лёха, водитель
24. 1964 — Бухта Елены — Андрей
25. 1964 — Зачарованная Десна — Колодуб
26. 1964 — Неизвестная земля (ГДР) — Устинов
27. 1965 — Таёжный десант — Николай, бригадир
28. 1965 — Дайте жалобную книгу — участник совещания в управлении
29. 1967 — Встречи (ГДР) — капитан Николаев
30. 1968 — Ошибка резидента — Алексей Кустов, офицер КГБ
31. 1968 — Майор Вихрь — Муха
32. 1968 — Первая любовь — Беловзоров
33. 1969 — Неподсуден — Цыганок, погибший лётчик
34. 1970 — Конец атамана — Пётр Кривенко, чекист-предатель
35. 1970 — Князь (НРБ) — князь Юрий
36. 1971 — Минута молчания
37. 1971 — Цена быстрых секунд
38. 1972 — Бой после победы — Микитенко
39. 1972 — Жизнь и удивительные приключения Робинзона Крузо
40. 1973 — Зарево над Дравой (Болгария)
41. 1974 — Возле этих окон — Евгений Андреевич Князев
42. 1974 — Степные раскаты («Уральск в огне») — бандит-контрреволюционер
43. 1974 — Ещё можно успеть
44. 1975 — Алмазы для Марии — Иван Гущин — главная роль
45. 1975 — Смотреть в глаза… — Александр Орловский
46. 1976 — «SOS» над тайгой
47. 1977 — Риск — благородное дело — камео
48. 1977 — Трясина — Миша
49. 1977 — Сюда не залетали чайки — муж Феши
50. 1977 — Так начиналась легенда — лётчик
51. 1977 — Пять минут — главная роль
52. 1978 — Кровь и пот
53. 1978 — Встречи
54. 1978 — Собственное мнение
55. 1979 — Москва слезам не верит — генерал в химчистке
56. 1980 — Главный конструктор — Степарь
57. 1980 — Гонцы спешат — Егор
58. 1983 — Тревожный вылет — генерал-майор Вашурин
59. 1984 — Очень важная персона — Матвеев
60. 1984 — Тепло студёной земли
61. 1984 — Приступить к ликвидации — Валька-Крест
62. 1985 — Говорящий родник — Зубов
63. 1988 — Семь дней Надежды — Бобров, работник радиовещания
64. 1988 — Француз
65. 1990 — Паспорт — Иван Петрович Фёдоров, начальник по авиаперевозкам
66. 1992 — Быть влюблённым
67. 1993 — Последние холода
68. 1995 — Ширли-мырли — генерал
69. 1996 — Ермак — казак

### Документальные фильмы
- 1994 — Чтобы помнили (фильм 3 «Ольга Бган»; фильм 4 «Изольда Извицкая»; фильм 7 «И всё же…»)

### Озвучивание
- 1959 — Юлюс Янонис — Эдвардас (роль Балиса Бараускаса)
- 1960 — Жизнь начинается / Das Leben beginnt (ГДР) — Ротль Грубер (роль Эрика Фельдре)
- 1960 — Спартак (США) — Антоний (роль Тони Кёртиса)
- 1964 — Пир хищников / Le Repas des fauves (Испания, Италия, Франция)
- 1964 — Приключения Вернера Хольта / Die Abenteuer des Werner Holt (ГДР) — Вернер Хольт (роль Клауса-Петера Тиле)
- 1965 — Белый мавр / De-as fi Harap Alb (РНР) — Белый арап
- 1965 — Сыновья человека с каменным сердцем / A köszívü ember fiai (ВНР)
- 1966 — Большой приз (США) — Скотт Стоддарт (роль Брайана Бедфорда)
- 1966 — Охотник из Лалвара — Каро (роль Герасима Лисициана)
- 1966 — Погоня (США) — Чарли «Баббер» Ривз (роль Роберта Редфорда)
- 1969 — Минувшие дни — Атабек (роль Ульмаса Алиходжаева)